# Rania Belkahia
Rania Belkahia (en arabe : رانية بلكاهية), née en 1989 à Casablanca), est une entrepreneure franco-marocaine, connue notamment pour avoir créé et dirigé une plateforme de vente en ligne, Afrimarket, en Afrique de l'Ouest.

## Biographie
Née en 1989 au Maroc, elle y grandit, puis effectue ses études supérieures en France, passant par l’ECE Paris et Télécom ParisTech.
Elle fait un stage de fin d'études dans le cabinet Polyconseil du groupe Bolloré, puis travaille sur un projet de déploiement de fibre optique entre Abidjan et Bouna. Elle reprend ensuite un master à HEC, pendant un an. Puis en janvier 2014, elle cofonde, avec Jéremy Stoss et François Sevaistre, une plateforme consacrée au transfert d’argent et au commerce en ligne, Afrimarket,,,. Une première levée de fonds s'appuie sur des investisseurs tels qu’Orange et Xavier Niel. Une deuxième levée de fonds, en septembre 2016, permettant une augmentation de capital de 10 millions d’euros en septembre 2016, bénéficie du soutien financier de Proparco et de Global Innovation Fund, un fonds d'investissement britannique. L'entreprise s'implante en Afrique de l'Ouest, notamment en Côte d'Ivoire, Sénégal, Bénin, etc.,. Elle obtient la nationalité française en 2016, devenant binationale, et devient membre du Conseil national (français) du numérique. La même année, elle figure parmi les Inspiring Fifty France. En 2017, elle fait partie de la délégation qui accompagne le président français Emmanuel Macron lors d'une visite officielle en Afrique de l'Ouest. Afrimarket propose des produits alimentaires, des produits de beauté, des appareils ménagers, des matériaux de construction et même desanimaux vivants.
et crée une logistique. Cette plateforme semble s'affirmer alors progressivement comme un concurrent de Jumia et d'Alibaba. Mais elle ne résiste pas à la puissance économique de ses concurrents : en 2019, elle est placée en liquidation judiciaire